# Santa Catarina Albarradas
Santa Catarina Albarradas est une communauté zapotèque et une localité de la municipalité de Villa Díaz Ordaz, située dans l'État de Oaxaca, au Mexique. La population parle le zapotèque de Santa Catarina Albarradas.

## Culture
Chaque année, une semaine avant le mercredi des Cendres, la communauté célèbre son saint patron, Antoine de Padoue, au cours d'une calenda de deux jours. Les célébrations sont organisées par la Comisión de Festejos. Les marraines de la fête, désignées parmi les femmes de la localité, dansent vêtues du vêtement traditionnel — un chemisier blanc brodé et une jupe rouge — et portant sur la tête des paniers de fleurs, accompagnées des marmotas (grandes poupées en carrizo) au son des bandas. Une procession est organisée jusqu'au sanctuaire de San Antonio où est donnée la messe. À l'issue de la cérémonie religieuse, dans la tradition des feux d'artifice artisanaux mexicains, sont brûlés en place publique un castillo portant la figure d'Antoine de Padoue et un torito (figure de taureau) de carton et de carrizo porté sur l'épaule en dansant par le mayordomo, un membre de la communauté désigné chaque année. Les festivités incluent aussi un jaripeo et un concours de bandas auquel participent des groupes de toute la région.
La Comisión de Festejos est aussi chargée de la nourriture. Un bœuf est sacrifié en public et sa viande sert à préparer le caldo de res (sorte de bouillon) et le bifteck qui nourrissent les participants. Les plats sont généralement accompagnés de boissons alcoolisées comme le mezcal et le tepache.